# Stenolepia tristis
Stenolepia tristis är en träjonväxtart som först beskrevs av Bl., och fick sitt nu gällande namn av Cornelis Rugier Willem Karel van Alderwerelt van Rosenburgh. Stenolepia tristis ingår i släktet Stenolepia och familjen Dryopteridaceae. Inga underarter finns listade.